# Plagiodontia aedium
La jutia o jutía de La Española (Plagiodontia aedium) es una especie de roedor histricomorfo de la familia Capromyidae que habita en la República Dominicana. P. aedium es la única especie de su género que sobrevive actualmente; otras especies están extintas o han sido catalogadas como subespecies de P. aedium. Investigaciones recientes han identificado tres poblaciones distintas de P. aedium. El nombre Plagiodontia significa "diente oblicuo" en griego.

## Descripción
El cuerpo y cabeza mide por término medio 312 mm y la cola 153 mm. Una jutia adulta tiene un peso medio de 1267 gramos. Tiene pelo corto y denso de color que oscila entre marrón y gris. Tienen cinco dedos en cada pie, todos con garras independientes, el pulgar posee una uña pequeña. Las hembras tienen tres pares de mamas torácicas laterales.

## Ecología
La jutia de La Española vive en bosques situados desde el nivel de mar hasta los 2000 m de altitud. Son animales arbóreos y de hábitos nocturnos. Se alimentan de hojas, corteza de árboles, frutas y otras materias vegetales. Utilizan como madriguera pequeñas cuevas de piedra caliza o troncos de árboles huecos.
La presencia de esta especie ha sido confirmada en varias áreas protegidas de la República Dominicana, como los parques nacionales de Jaragua, Del Este, Los Haitises y Parque nacional Sierra de Bahoruco, también en áreas privadas protegidas, como la de la Fundación Ecológica de Punta Cana.

## Subespecies
Se reconocen las siguientes subespecies:
- Plagiodontia aedium aedium
- Plagiodontia aedium hylaeum